# فويادين ستانويكوفيتش
فويادين ستانويكوفيتش (مواليد 10 سبتمبر 1963) هو لاعب كرة قدم. يلعب مع منتخب يوغوسلافيا لكرة القدم. سبق له أن لعب في كأس العالم لكرة القدم مع منتخب بلاده.

## مسيرته الكروية
لعب فويادين ستانويكوفيتش خلال مسيرته الاحترافية مع 4 أندية في أربعة عشر موسمًا وسجل خلالها 22 هدفًا ضمن 309 مباراة. حيث فاز في موسمين بالكأس وفي موسم واحد بالدوري.
خاض فويادين ستانويكوفيتش مسيرته مع نادي فاردار في موسم 1985–86 ليلعب معه أربعة مواسم، مشاركًا في 96 مباراة سجل خلالها 7 أهداف. ثم انتقل إلى نادي بارتيزان في موسم 1989–90 ليلعب معه أربعة مواسم، حيث شارك في 110 مباراة سجل خلالها 9 أهداف. لينتقل بعدها إلى نادي ديجرفورس في موسم 1993 ليلعب معه أربعة مواسم، مشاركًا في 69 مباراة سجل خلالها 5 أهداف. ثم انتقل إلى نادي تريليبورج ‏ في عامي 1997-1999 ولمدة موسمين، مشاركًا في 34 مباراة سجل خلالها هدفًا واحدًا.

## روابط خارجية
- فويادين ستانويكوفيتش على موقع الاتحاد الدولي (مؤرشف)  (الإنجليزية)
- فويادين ستانويكوفيتش على موقع قاعدة بيانات كرة القدم.إي يو (الإنجليزية)
- فويادين ستانويكوفيتش على موقع ناشيونال فوتبول تيمز (الإنجليزية)
- فويادين ستانويكوفيتش على موقع عالم كرة القدم.نت (الإنجليزية)
- فويادين ستانويكوفيتش على موقع أوليمبيديا (الإنجليزية)